# BRULEE
『BRULEE』（ブリュレ）とは、オハヨー乳業が製造・販売しているクレームブリュレ風のアイスクリームである。

## 歴史

### 背景
オハヨー乳業は『BRULEE』以前にも、アイスクリームを焼いた商品を作ったことがあった。一度目は1983年のクリスマスギフトとして、カタラーナとチョコアイスの2つの層で構成されたドーム型アイスをメレンゲで包み、表面をガスバーナーで焼いたものだったが、大量生産に向かないとの判断から数年で販売終了となった。その後、同社は焼きプリンの成功から焼き物の可能性を模索するうちにクレームブリュレからヒントを得て、1997年に『焼アイス』を発売した。この製品はカスタードアイスの上に別の層を作り、そこを火であぶってキャラメル化させていたが、そのパリパリ感が時間とともに薄れていくため、こちらも数年で販売終了となった。これらの試行錯誤は同社製品における「焼き」のノウハウの基礎となり、しばらくの間はクレームブリュレをモチーフとしたアイスクリームを売り出してきた。

### 開発
オハヨー乳業のある社員は、入社時からクレームブリュレの食感の再現を夢見ていた。ある日、この社員は出張先の北アメリカのレストランにて、クレームブリュレを楽しむ人々を見て世界で勝負できると確信を持ち、プロジェクトが誕生した。開発チームは1000回を超える試行錯誤を重ねた末、アイスを溶かすことなくキャラメリゼのパリパリ感と美しい焼き目を保つ製法を実現した。また、大量生産化に際し、2つの技術が特許として登録された。さらに、カップに入れたままでアイスを焼く都合上、特殊なアルミ製カップが容器として採用され、同社の品質管理チームがアルミカップ製造元の工場に出向いて品質基準の見直しを行うこともあった。

## 反響
本製品は発売前から評判がよく、2017年4月にコンビニエンスストアや高級スーパーを中心に実勢価格300円で売り出したところ、計画以上の人気を見せ、販売休止となった。2017年10月より地域を限定しながら販売を再開し、2018年7月には日本全国での販売再開に至った。
上記に加え、新型コロナウイルス感染症が感染症法の5類に移行したことから急増した訪日観光客の間で、本製品が人気を集めた。オハヨー乳業が自社のホームページのアクセス数を分析した結果、台湾からのアクセスが急増していたため、この地域への販売を決めた。

## 評価
ニュースサイト「ASCII.jp」のモーダル小嶋は、「どこでもクレームブリュレそのものが食べたい」と考える人には期待外れかもしれないとしつつも、アイスクリームとしての質の高さを評価している。
2022年の「第10回フローズン・アワード」にて、本製品はアイスクリーム部門のグランプリを受賞した。